# 석대천
석대천(石坮川)은 부산광역시 기장군 기장읍에서 발원하여 북류 부산 도시철도 4호선의 안평역 부근에서 서류하고, 고촌역에서 남서류하고, 윗반송역 부근에서 남류하고, 영산대역 부근에서 남서류하고, 석대역과 반여농산물시장역 부근을 거쳐 서류하다가, 부산광역시 해운대구 석대동의 수영강으로 흘러드는 하천이다. 2009년 5월 10일 이 하천의 둔치 1만m2가 유채꽃밭으로 변했다. 2012년 8월 이 강의 복개공사를 시작하여 10월 말에 완공될 예정이다.